# Ялвач
Ялвач (тур. Yalvaç) — город и район в провинции Ыспарта (Турция).
Является членом движения «Медленный город» (итал.  Cittaslow).

## История
Люди жили в этих местах с древнейших времён. В XI веке город входил в состав Сельджукской империи, в XIV в состав бейлика Хамидогулларов, а в XVI веке он попал в состав Османской империи.

## Туризм
В 1 км к северо-востоку находятся руины античной Антиохии Писидийской.